# Arup Sogn
Arup Sogn er et sogn i Thisted Provsti (Aalborg Stift).
I 1800-tallet var Arup Sogn og Vesløs Sogn annekser til Øsløs Sogn. Alle 3 sogne hørte til Vester Han Herred i Thisted Amt. Øsløs-Vesløs-Arup sognekommune blev ved kommunalreformen i 1970 indlemmet i Thisted Kommune.
I Arup Sogn ligger Arup Kirke.
I sognet findes følgende autoriserede stednavne:
- Amtoft (bebyggelse, ejerlav)
- Amtoft Hede (bebyggelse)
- Arup (bebyggelse)
- Arup Holm (areal)
- Arup Kær (bebyggelse)
- Feggesund (vandareal)
- Feggesund Nord (bebyggelse)
- Nørre Arup (bebyggelse, ejerlav)
- Storhøj (areal)
- Sønder Arup (bebyggelse, ejerlav)
- Østerild Fjord (vandareal)